# 正親町三条実福
正親町三条 実福（おおぎまちさんじょう さねとみ）は、室町時代後期の公卿。

## 経歴
天文9年（1540年）叙爵。以降累進して、侍従・越前介・右近衛少将・尾張権介を経て、弘治3年（1557年）参議となり、公卿に列する。永禄元年（1558年）に甲斐国へ下向したが、翌年には帰京。永禄5年（1562年）に権中納言に任じられる。永禄8年（1565年）には駿河国へ下向。その翌年には帰京したが、永禄10年（1567年）には正親町天皇の勅勘を被り、蟄居を命じられた。その翌年に薨去。享年33。

## 系譜
- 父：正親町三条公兄
- 母：加賀介藤原某（富樫氏と言われる）の娘
- 妻：不詳
  - 男子：正親町三条公仲（1557-1594）